# Eichenbühl (Wilhelmsthal)
Eichenbühl ist ein Gemeindeteil der Gemeinde Wilhelmsthal im Landkreis Kronach (Oberfranken, Bayern).

## Geographie
Das Dorf liegt an der Kronach und befindet sich am Fuße des Eichenbühl (520 m ü. NHN, 0,6 km nordöstlich). Eine Gemeindeverbindungsstraße führt nach Steinberg zur Kreisstraße KC 28 (0,7 km nordwestlich) bzw. nach Eichenleithen (0,6 km östlich).

## Geschichte
Gegen Ende des 18. Jahrhunderts gab es in Eichenbühl zwei Anwesen. Das Hochgericht übte das bambergische Centamt Kronach aus. Die Grundherrschaft über die zwei Söldengüter hatte das Rittergut Weißenbrunn-Steinberg inne.
Mit dem Gemeindeedikt wurde Eichenbühl dem 1808 gebildeten Steuerdistrikt Steinberg und der 1818 gebildeten Ruralgemeinde Steinberg zugewiesen. Am 1. Mai 1978 wurde Eichenbühl im Zuge der Gebietsreform in Bayern in die Gemeinde Wilhelmsthal eingegliedert.
In der zweiten Hälfte des 20. Jahrhunderts entstand eine Ferienhaussiedlung von Westberlinern. Sie hatten über die Autobahn durch die DDR eine relativ kurze Anfahrt zum Frankenwald mit den Anwesen in freier Natur, außerhalb der beengten Westberliner Stadtlage. Diese Häuser wurden später vergrößert und es entwickelte sich eine größere Wohnhaussiedlung.

### Baudenkmäler
- Haus Nr. 5: Ehemaliges Wohnstallhaus
- Wegkapelle
- Bildstock

### Einwohnerentwicklung
| Jahr      | 001818 | 001861 | 001871 | 001885 | 001900 | 001925 | 001950 | 001961 | 001970 | 001987 |
| Einwohner | 11     | 22     | 19     | 15     | 24     | 13     | 21     | 13     | 11     | 183    |
| Häuser    | 2      |        |        | 3      | 3      | 3      | 3      | 3      |        | 56     |
| Quelle    | [ 5 ]  | [ 8 ]  | [ 9 ]  | [ 10 ] | [ 11 ] | [ 12 ] | [ 13 ] | [ 14 ] | [ 15 ] | [ 1 ]  |

## Religion
Der Ort ist römisch-katholisch geprägt und nach St. Pankratius in Steinberg gepfarrt.